# زایمان در چین
زایمان در چین (انگلیسی: Childbirth in China) تحت تأثیر طب سنتی چینی، کنترل دولتی بر سلامت تولید مثل و تولد، و پذیرش شیوه‌های پزشکی مدرن بیومدیکال قرار دارد. هر ساله در چین حدود ۱۶ میلیون تولد ثبت می‌شود. تا تاریخ ۲۰۲۲، رسانه دولتی چین میزان میزان باروری کل کشور را ۱٫۰۹ گزارش کرده است. در سال ۲۰۲۳، ۷٫۸۸ میلیون تولد ثبت شده است.

## پیشینه

### ساختار خانواده چینی
ازدواج‌های سنتی چینی توسط والدین عروس و داماد ترتیب داده می‌شد تا اتحادهای خانوادگی ایجاد شود، اغلب از طریق استفاده از همسریابی. زنان با خانواده شوهر خود زندگی می‌کردند و تابع باورهای سنتی کنفسیوس‌گرایی در احترام به بزرگان بودند. نقش اصلی زن تولید پسر برای شوهرش بود تا خط خانوادگی پدری حفظ شود. قانون جدید ازدواج بسیاری از آداب و رسوم سنتی را تغییر داد، از جمله ممنوعیت همسریابی و دادن اختیار به زنان برای انتخاب همسر خود. در سال ۱۹۸۱، قانون ازدواج دوم این روند را ادامه داد و ازدواج‌های ترتیب‌داده‌شده و مهریه‌ها را به‌طور کامل ممنوع کرد و به زنان حق طلاق داد.
در ۴۰ سال گذشته، تغییرات جمعیتی، تحرک جمعیت و سیاست‌های برنامه‌ریزی خانواده ساختارهای سنتی خانواده چینی را تغییر داده‌اند. در سال ۲۰۱۶، میانگین سن ازدواج اول برای زنان ۲۴٫۸ سال و برای مردان ۲۶٫۹ سال بود. خانواده‌های هسته‌ای رو به کاهش هستند، در حالی که خانواده‌های تک‌نفره و در مناطق روستایی ساختارهای خانوادگی خطی در حال افزایش‌اند. گفتمان اجتماعی در طول قرن بیستم ابتدا خواستار «نابودی واحد خانواده» بود تا تساوی جنسیتی را تشویق کند. این گفتمان با دعوت از زنان به بازگشت به خانه برای کاهش فشار بر بازار کار و تشویق به مادری فعال جایگزین شد. این ایده‌ها به تدریج رد شده و به سمت تأکید بر انتخاب زنان، چه در زندگی خانوادگی و چه در اشتغال و مشارکت اجتماعی گسترده‌تر سوق پیدا کرده است. با این حال، زنان همچنان مشارکت اجتماعی کمتری نسبت به مردان دارند و مشارکت اجتماعی زنان تحت تأثیر وضعیت ازدواج و خانواده است، در حالی که مشارکت اجتماعی مردان به وضعیت تحصیلی و شغلی بستگی دارد. در سال ۲۰۱۸، زنان به‌طور میانگین ۱۵٫۳۵٪ از وقت خود را صرف کارهای خانگی و مراقبتی غیرپرداختی کردند، در حالی که این میزان برای مردان تنها ۵٫۹٪ بود. در سال ۲۰۱۹، ۶۹٪ از زنان ۱۵ تا ۶۴ ساله در نیروی کار شرکت کردند، در مقایسه با ۸۳٪ از مردان، و زنان ۴۳٫۶٪ از نیروی کار را تشکیل می‌دهند. زنان ۱۲۸ روز مرخصی زایمان با حقوق از دولت دریافت می‌کنند.

### باورها و سنت‌های سنتی
طب سنتی چین (TCM) قدمتی تا ۲۰۰۰ سال پیش از میلاد دارد و ریشه در فلسفه تائوئیسم دارد. TCM بدن انسان را به‌عنوان یک موجودیت آشفته در نظر می‌گیرد که نیاز به تعادل و کنترل دارد. این تعادل به‌عنوان یک وضعیت هماهنگ، یا چی (qi)، میان دو نیروی متضاد یین و یانگ درک می‌شود. یین نیروی منفی است که نشان‌دهندهٔ زنانگی، تاریکی، سرما و فرودستی است، درحالی‌که یانگ نیروی مثبت است که نشان‌دهندهٔ مردانگی، روشنایی، گرما و برتری است. طب سنتی چین بر اهمیت رژیم غذایی و رفتار برای حفظ تعادل و پیشگیری از مشکلات جسمی و روحی تأکید دارد. بسیاری از رسوم و محدودیت‌های سنتی همچنان در دوران بارداری و پس از زایمان رعایت می‌شوند.
در اوایل چین، طی سلسله تانگ (۶۱۸–۹۰۷ میلادی)، فرآیندهایی در زمینهٔ مراقبت دارویی قبل از زایمان وجود داشت. ازآنجاکه حفظ تعادل بین یین و یانگ بسیار ارزشمند بود، زنان باید دقت می‌کردند که چه چیزهایی وارد بدن خود می‌کنند. اما تنها زنان نبودند که می‌توانستند از درمان‌های طبیعی قبل از زایمان استفاده کنند. مردان می‌توانستند از پودر هفت دانه، و زنان از قرص‌های فلوریت و مارچوبه همراه با جوشانده‌ای برای شست‌وشوی رحم استفاده کنند. تمام مواد تشکیل‌دهندهٔ این درمان‌ها طبیعی بودند و هدف از آن‌ها بازگرداندن تعادل در بدن و همچنین کمک به باروری بود.
ماماهای سنتی چینی، معروف به جیه‌شنگ‌پو (jieshengpo)، در طول تاریخ سلسله‌های چین متداول‌ترین مراقبان زایمان بودند. از دوران سلسله‌های سونگ و مینگ، جیه‌شنگ‌پو به دلیل بی‌کفایتی و خطرناک بودن مورد انتقاد قرار گرفتند، زیرا فعالیت‌های زنان در این حوزه برخلاف نقش‌های جنسیتی سنتی بود. پزشکان مرد از دوران سلسله مینگ به بعد بر روش‌های بدون مداخلهٔ مستقیم در زایمان تأکید داشتند و آن را فرآیندی می‌دانستند که باید تحت کنترل زن زائو باشد. ماماهای سنتی تا زمان پذیرش پزشکی مدرن غربی در اواسط قرن بیستم محبوبیت خود را حفظ کردند.

### الزام به مدرنیته
از قرن هجدهم، توسعهٔ علمی، اقتصادی و استعماری در دوران روشنگری در اروپا، باورهای دیرینهٔ چین مبنی بر برتری خود را به چالش کشید. قرن نوزدهم و اوایل قرن بیستم مملو از شکست‌های سیاسی و اقتصادی بود که با شکست‌های چین در جنگ‌های تریاک آغاز شد. فقر گسترده، قحطی و فساد، مجموعه‌ای از شورش‌ها را برانگیخت که در نهایت به فروپاشی حکومت امپراتوری چین در سال ۱۹۱۱ انجامید. انقلابیون جمهوری‌خواه در اوایل قرن بیستم خواستار مدرن‌سازی برای حفظ آیندهٔ چین شدند. در سال ۱۹۴۹، مائو تسه‌تونگ جمهوری خلق چین را بنیان نهاد و با اعمال کنترل توتالیتر، قدرت خود را تثبیت کرد. او در تلاش برای بازسازی و مدرن‌سازی صنعت و اقتصاد چین، یک گام بزرگ به جلو را اجرا کرد؛ اما این سیاست با آشوب ملی، بی‌ثباتی و شکست‌های اقتصادی همراه شد و قحطی گسترده‌ای را در پی داشت. مائو همچنین در انقلاب فرهنگی چین (۱۹۶۶–۱۹۷۶) سعی در ایجاد تغییرات اجتماعی سریع و رد کامل ارزش‌ها و ایده‌های سنتی داشت. مائو با رد سنت و نفوذ غربی، فضای اجتماعی چین را دچار آشفتگی کرد که در نهایت به پایان این جنبش سیاسی انجامید. بااین‌حال، انقلاب فرهنگی شکاف عمیقی میان نسل‌ها و بی‌ثباتی ملی ایجاد کرد که تلاش‌ها برای تقویت دولت مرکزی و مدرن‌سازی کشور را افزایش داد. کنترل دولتی و مدرن‌سازی در دوران بارداری و زایمان امروزی چین نیز منعکس شده است، به‌ویژه از طریق استفاده از فناوری‌های پزشکی زیستی برای کنترل سلامت و تولیدمثل.

### سیاست‌های تنظیم خانواده
در دوران «یک گام بزرگ به جلو»، نرخ مرگ‌ومیر به‌سرعت کاهش یافت، درحالی‌که نرخ تولد کاهش یافت. سپس، بین سال‌های ۱۹۵۸ تا ۱۹۶۱، به‌دلیل قحطی، نرخ تولد به‌شدت کاهش پیدا کرد و نرخ مرگ‌ومیر افزایش یافت. در سال‌های پس از قحطی، نرخ تولد بار دیگر به‌سرعت افزایش یافت و سپس به‌دلیل سیاست‌های دولتی در زمینهٔ تنظیم جمعیت، روندی نزولی پیدا کرد. نرخ بالای تولد، همراه با کاهش کلی نرخ مرگ‌ومیر و مرگ‌ومیر نوزادان، باعث رشد جمعیت در نیمهٔ قرن بیستم شد.
دخالت دولت در موضوع تولد ابتدا در دههٔ ۱۹۵۰، با توصیه‌هایی برای محدود کردن تعداد فرزندان آغاز شد و در اوایل دههٔ ۱۹۷۰، با اجرای سیاست «دیرتر، طولانی‌تر، کمتر» (Later-Longer-Fewer) مجدداً مطرح شد. این سیاست از زنان می‌خواست که اولین بارداری خود را به تأخیر بیندازند، فاصلهٔ بین زایمان‌ها را افزایش دهند و تعداد فرزندان خود را کاهش دهند. این سیاست‌ها در سال ۱۹۷۹ با اجرای سیاست «تولد برنامه‌ریزی‌شده» چین، که اغلب به آن سیاست تک‌فرزندی گفته می‌شود، به‌طور رسمی اجرا شدند.
این سیاست در اوایل دههٔ ۱۹۸۰ بیشترین محدودیت را داشت و اجرای آن در سطح محلی و منطقه‌ای کنترل می‌شد. اقدامات شدید شامل عقیم‌سازی اجباری، روش‌های کنترل بارداری اجباری، قتل نوزادان دختر و سقط‌جنین انتخابی بود؛ هرچند این موارد در دههٔ ۱۹۹۰ غیرقانونی اعلام شدند. روش‌های متداول اجرای این سیاست شامل جریمه‌های سنگین برای داشتن فرزندان اضافی، تبلیغات دولتی، لغو مزایا و از دست دادن شغل بود.
خانواده‌هایی که تنها یک فرزند داشتند، از مزایایی مانند کمک‌هزینهٔ ماهانه، مرخصی زایمان طولانی‌تر، اولویت در دریافت خدمات عمومی از جمله آموزش، مسکن و مراقبت‌های بهداشتی، و حقوق بازنشستگی مکمل برخوردار می‌شدند. علاوه بر این، منابع تنظیم خانواده، از جمله روش‌های پیشگیری از بارداری و سقط‌جنین، به‌طور گسترده‌ای در دسترس و از نظر فرهنگی پذیرفته شده بودند.
با وجود اجرای سخت‌گیرانهٔ اولیه، این سیاست در طول زمان، به‌ویژه در مناطق روستایی، انعطاف‌پذیرتر شد و استثنائاتی برای برخی خانواده‌ها در نظر گرفته شد؛ از جمله اقلیت‌های قومی، خانواده‌هایی که فرزند خود را از دست داده‌اند، والدینی که فرزند اول آن‌ها دارای معلولیت جسمی یا ذهنی است، و خانواده‌هایی که هر دو والدین تنها فرزند خانواده هستند.
در سال ۲۰۱۵، سیاست تک‌فرزندی رسماً با سیاست دوفرزندی جایگزین شد تا فشار کاهش نیروی کار بر اثر پیری جمعیت کاهش یابد. با این حال، به‌دلیل فشار طولانی‌مدت دولت برای کاهش زاد و ولد و موانع اقتصادی مرتبط با پرورش فرزند، از جمله کمبود امکانات مراقبت از کودک، بسیاری از زنان چینی همچنان تمایلی به داشتن بیش از یک فرزند ندارند، حتی با تغییر سیاست‌های دولتی.
تأثیرات ماندگار سیاست‌های تنظیم خانوادهٔ چین همچنان موضوع بحث‌های داغ است. رشد شدید جمعیت تا حد زیادی مهار شد، اگرچه برخی این موضوع را بیشتر به تغییرات اجتماعی و اقتصادی نسبت می‌دهند تا به سیاست‌های دولتی. زنان در خانواده‌های تک‌فرزندی از استقلال و آزادی بیشتری برخوردار شدند، میزان مرگ‌ومیر مادران کاهش یافت، و دسترسی به روش‌های پیشگیری از بارداری و سقط‌جنین ایمن آسان‌تر شد. فرزندان تک‌فرزند نیز از توجه و منابع بیشتری از سوی والدین بهره‌مند شدند.
با این حال، این سیاست به‌دلیل محدود کردن آزادی باروری، ایجاد عدم تعادل جنسیتی (با نسبت حدود ۱٫۲ مرد به ازای هر زن)، و افزایش فشار اقتصادی ناشی از جمعیت سالخورده و کاهش حمایت از سوی افراد شاغل، به‌شدت مورد انتقاد قرار گرفته است.

## بارداری

### مراقبت‌های دوران بارداری
در سال ۲۰۱۸، حدود ۹۹٫۶٪ از زنان باردار نوعی از مراقبت‌های دوران بارداری را دریافت کردند. با این حال، کیفیت و میزان مراقبت‌های دوران بارداری به‌طور قابل‌توجهی بر اساس طبقهٔ اجتماعی-اقتصادی و موقعیت جغرافیایی متفاوت است. یک مطالعه در سال ۲۰۱۱ نشان داد که در مناطق روستایی، زنانی که تحت مراقبت‌های دوران بارداری قرار می‌گیرند، به‌طور میانگین ۵ بار به پزشک مراجعه می‌کنند و تقریباً ۶۳٪ از زنان باردار این مناطق در ۱۲ هفتهٔ نخست بارداری تحت معاینات اولیه قرار می‌گیرند. در مناطق شهری و نیمه‌شهری نیز میزان مراقبت‌های دوران بارداری تحت تأثیر عوامل اقتصادی قرار دارد. در بیمارستان‌های دولتی، خدمات بارداری بر اساس نوبت‌دهی ارائه می‌شود و زنان اغلب مجبورند مسافت‌های طولانی را طی کنند، مدت‌زمان زیادی را در انتظار بمانند و با نبود تداوم در مراقبت‌های بارداری مواجه شوند. بیمارستان‌های ویژهٔ مادر و کودک به دلیل اندازهٔ کوچک‌تر خود، مراقبت‌های مداوم و شخصی‌تری را ارائه می‌دهند.

### رسوم فرهنگی
با وجود پزشکی شدن فرایند زایمان، بسیاری از زنان چینی همچنان به محدودیت‌ها و تابوهای سنتی دوران بارداری پایبند هستند. محدودیت‌های غذایی معمولاً با حفظ تعادل چی (qi) مرتبط هستند، به‌ویژه با جلوگیری از افزایش یین (yin). از این رو، زنان از خوردن غذاهای سرشار از یین مانند غذاهای سرد (از جمله هندوانه و موز) و غذاهای «مرطوب-گرم» (مانند میگو و آناناس) اجتناب می‌کنند. دیگر ممنوعیت‌های غذایی خاص دوران بارداری شامل گوشت گوسفند است، زیرا تصور می‌شود که خطر ابتلا به صرع را افزایش می‌دهد. همچنین، غذاهای تیره‌رنگ مانند شکلات و قهوه ممکن است رنگ پوست نوزاد را تیره کنند.
محدودیت‌های رفتاری سنتی نیز شامل اجتناب از بازسازی خانه، جابه‌جایی اشیای سنگین، شرکت در جشن‌ها، آماده‌سازی تخت نوزاد، حضور در مراسم تدفین، بلند کردن دست‌ها بالاتر از سر، بریدن بال و پای مرغ یا استفاده از قیچی در نزدیکی تخت است. دلایل این ممنوعیت‌ها از حفظ سلامت جسمی مادر گرفته تا باورهای عامیانه متنوع است؛ برای مثال، گفته می‌شود که استفاده از قیچی در نزدیکی تخت، خطر شکاف کام را افزایش می‌دهد. مطالعاتی نشان داده‌اند که پیروی سختگیرانه از این تابوها ممکن است به سلامت جسمی ضعیف منجر شود، اما علت دقیق این رابطه مشخص نیست. از سوی دیگر، پایبندی به سنت‌های فرهنگی می‌تواند موجب تقویت همبستگی خانوادگی شود و استرس مادر را کاهش دهد، که این امر به بهبود نتایج زایمان مرتبط است.

## زایمان و تولد

### محل زایمان
حدود ۸۰٪ از زایمان‌ها در چین در بیمارستان‌ها یا درمانگاه‌ها انجام می‌شود. این مراکز شامل بیمارستان‌های خصوصی، بیمارستان‌های دولتی، بیمارستان‌های ویژهٔ مادر و کودک و درمانگاه‌های روستایی هستند. بیمارستان‌های خصوصی مدرن با سبک غربی، مکان ترجیحی برای زایمان افراد ثروتمند و خارجی‌های ساکن در چین هستند. این بیمارستان‌ها دارای امکانات لوکس و تأکید بر مراقبت‌های پزشکی علمی هستند و معمولاً توسط ترکیبی از کادر پزشکی چینی و بین‌المللی اداره می‌شوند. با این حال، این بیمارستان‌ها به‌دلیل هزینه‌های بسیار بالا برای اکثر زنان چینی قابل‌دسترسی نیستند.
بیمارستان‌های دولتی چندمنظوره، گزینه‌ای مقرون‌به‌صرفه‌تر برای زایمان هستند، درحالی‌که همچنان از روش‌های مدرن زایمان غربی پیروی می‌کنند. بسیاری از زنان برای بهره‌مندی از ایمنی بیشتر این مراکز، مسافت‌های طولانی را طی می‌کنند، هرچند این مراکز به‌دلیل زمان‌های انتظار طولانی، عدم تداوم در مراقبت‌های بارداری و تجارب غیرشخصی زایمان، با چالش‌هایی روبه‌رو هستند. بیمارستان‌های ویژهٔ مادر و کودک نیز در شهرهای بزرگ و شهرهای کوچک‌تر گزینه‌ای دیگر برای زایمان هستند. این مراکز کوچک‌تر توسط ژوچانشی (zhuchanshi)، متخصصان زایمان مدرن که زایمان طبیعی، سقط‌جنین و سزارین را انجام می‌دهند، اداره می‌شوند. این مراکز به‌طور فزاینده‌ای در میان زنانی که به دنبال زایمان بیومدیکال مقرون‌به‌صرفه هستند، محبوبیت پیدا کرده‌اند. همانند بیمارستان‌های دولتی، بسیاری از زنان روستایی برای زایمان به این مراکز مراجعه می‌کنند.
به‌استثنای بیمارستان‌های خصوصی فوق‌مدرن، روند زایمان در بسیاری از بیمارستان‌ها معمولاً در اتاق‌های جمعی انجام می‌شود که زنان زائو بر اساس مراحل زایمان از یکدیگر جدا می‌شوند. در برخی موارد، خانواده‌ها اجازه دارند در مراحل اولیهٔ زایمان یا دورهٔ بهبودی پس از زایمان حضور داشته باشند، اما اتاق زایمان معمولاً مختص کادر پزشکی و زنان زائو است.
برای زنان ساکن مناطق روستایی، به‌ویژه در جوامع اقلیت، زایمان و مراقبت‌های مادرانه کمتر تحت تأثیر روش‌های پزشکی غربی قرار دارند. زایمان‌ها معمولاً در مراکز بهداشت روستایی چندمنظوره انجام می‌شوند که سطح بهداشت، تجهیزات و نیروی انسانی آن‌ها بر اساس وضعیت اقتصادی منطقه متفاوت است. اگرچه زایمان در خانه به‌طور فزاینده‌ای نادر شده و دولت تلاش می‌کند این روند را متوقف کند، همچنان در میان زنان فقیر، ساکنان مناطق بسیار دورافتاده، اقلیت‌های قومی و زنانی که از سیاست‌های تنظیم خانواده فرار می‌کنند، رایج است. مطالعه‌ای در سال ۲۰۱۰ در استان شانشی نشان داد که رایج‌ترین دلایل ادامهٔ زایمان خانگی شامل مشکلات مالی، کیفیت پایین مراقبت‌های بارداری، کمبود وسایل حمل‌ونقل، ترس از بیمارستان و راحتی زایمان در خانه است.

### مراقبان زایمان
مدرن‌سازی و حرفه‌ای‌سازی مامایی برای نخستین بار زمانی ظهور کرد که دولت جمهوری‌خواه اولیه در تلاش برای بهبود مشکلات بهداشت عمومی بود، اما بحران‌های ملی اولیه برای سال‌ها مانع از تغییرات گسترده در شیوه‌های زایمان شد. در دهه ۱۹۳۰، تأثیر غرب منجر به تأسیس مدارس مامایی شد و ماماهای جدید که آموزش رسمی دیده بودند، zhuchanshi نامیده شدند تا از jieshengpo که به‌صورت سنتی آموزش دیده بودند، متمایز شوند. در چین کمونیستی اولیه تحت حکومت مائو، شیوه‌های زایمان استاندارد شد و ماماهای آموزش‌دیده نقش گسترده‌تری در فرایند زایمان و مراقبت‌های مرتبط ایفا کردند. اما در دوران پس از مائو، فاصله بین ماماها و پزشکان مجدداً افزایش یافت.
عدم تمرکز در نظام سلامت منجر به حذف استانداردهای آموزشی برای jieshengpo مدرن شد، به‌طوری که برخی از آن‌ها در برنامه‌های تخصصی مامایی آموزش می‌بینند و برخی دیگر به‌عنوان پرستار آموزش دیده و در طول دوران حرفه‌ای خود تجربه مامایی کسب می‌کنند. در حال حاضر، برای زایمان‌های بیمارستانی، پزشکان به‌عنوان ارائه‌دهندگان اصلی خدمات زایمان تلقی می‌شوند. گرایش به مداخلات پزشکی سودآور، نقش پزشکان را در فرایند زایمان افزایش داده و zhuchanshi اغلب به‌عنوان دستیار متخصصان زنان یا تسهیل‌کننده زایمان‌های طبیعی بدون مشکل عمل می‌کنند. با این حال، در کلینیک‌های روستایی و بیمارستان‌های کوچک مادر و کودک، ماماها با استقلال و دامنه عملکرد بیشتری فعالیت می‌کنند، چراکه دسترسی به پزشکان محدود است. در مناطق روستایی که نرخ زایمان در خانه بیشتر است، jieshengpo همچنان مراقبت‌های جامع زایمان و زایمان را ارائه می‌دهند.

### مداخلات
بین سال‌های ۱۹۹۱ تا ۲۰۱۸، میزان مرگ‌ومیر مادران در چین به‌طور قابل‌توجهی از ۸۰ به ۱۸٫۳ مرگ در هر ۱۰۰٬۰۰۰ تولد زنده کاهش یافت. در نتیجه درخواست‌های سیاسی برای مدرن‌سازی و پذیرش فناوری زیست‌پزشکی غربی، مداخلات پزشکی در زایمان و زایمان در بیمارستان‌های خصوصی، بیمارستان‌های مادر و کودک و بیمارستان‌های دولتی رایج شده است.
بیمارستان‌های خصوصی معمولاً منابع کافی برای ارائه اتاق‌های خصوصی، تسکین مؤثر درد و تجربه زایمان تحت نظارت متخصصان زنان را در اختیار دارند. در بیمارستان‌های دولتی، زایمان طبیعی در اتاق‌های زایمان جمعی با نرخ بسیار بالای استفاده از داروهای القای زایمان و برش پرینه (اپیزیوتومی) همراه است. برخی از بیمارستان‌های مادر و کودک روش‌های کاهش درد مانند بی‌حسی اپیدورال و تحریک الکتریکی عصب (TENS) را ارائه می‌دهند، اما این روش‌ها همچنان نادر هستند. سزارین اغلب توسط پزشکان توصیه می‌شود تا سرعت زایمان افزایش یابد و سود بیشتری حاصل شود. نرخ سزارین در بیمارستان‌های دولتی شهری می‌تواند به ۷۰ تا ۹۰ درصد برسد. در بیمارستان‌های مادر و کودک، نرخ سزارین کمی کمتر بوده و بین ۴۰ تا ۹۰ درصد متغیر است. علاوه بر فشار دولت برای مدرن‌سازی زایمان و تمایل بیمارستان‌ها به افزایش کارایی و سودآوری، نرخ بالای سزارین همچنین ناشی از تمایل مادران برای اجتناب از درد و عدم قطعیت زایمان طبیعی است. زایمان سزارین به نمادی از جایگاه اجتماعی-اقتصادی برای زنانی تبدیل شده است که توانایی مالی دارند تا از درد زایمان طبیعی اجتناب کنند. علی‌رغم تلاش‌ها برای کاهش سزارین‌های غیرضروری در سطوح محلی و ملی، نرخ زایمان سزارین از ۲۸٫۸٪ در سال ۲۰۰۸ به ۳۶٫۷٪ در سال ۲۰۱۸ افزایش یافته است. در حالی که نرخ سزارین در ابرشهرها کاهش یافته، اما در شهرهای عادی و مناطق روستایی در حال افزایش است.